# 佐藤光由
佐藤 光由（さとう みつよし、1961年 - ）は、日本の登山家。

## 概要
1961年、群馬県安中市松井田町に生まれる。
群馬ミヤマ山岳会に所属。数多くの海外遠征に参加し、8,000m峰3座に登頂した。
1985年、映画『植村直己物語』撮影隊の隊員としてエベレスト登頂を果たした。
1989年、山田昇隊がマッキンリーで遭難した際は、第一報を受けた3月6日の翌日に宮崎勉とともに第一陣として現地入りし、捜索隊として現地を奔走した。
スポニチ登山学校講師、公益社団法人日本山岳協会国際委員長、群馬県山岳連盟理事長等を歴任。
有限会社プモリ電設 専務取締役。

## 経歴
- 1961年 - 群馬県に生まれる。
- 1980年3月 - 群馬県立中央高等学校卒業。
- 1980年10月 - 第35回国民体育大会[栃木国体]選手
- 1981年10月 - 第36回国民体育大会[滋賀国体]選手
- 1982年秋 - ダウラギリⅠ峰[ペアルート](8,167m/ネパール) カモシカ同人隊
- 1984年冬 - アンナプルナⅠ峰[南壁](8,091m/ネパール) 群馬県山岳連盟隊
- 1985年夏 - 日中合同黄河源流探検(中国) 日本ヒマラヤ協会隊
- 1985年10月30日 - エベレスト[東南稜](8,848m/ネパール)登頂。（植村直己物語撮影隊:(八木原圀明,阿久津悦夫,木本哲,名塚秀二,三枝照雄,佐藤光由)
- 1987年冬 - アンナプルナⅠ峰[南壁](8,091m/ネパール) 群馬県山岳連盟隊
- 1989年3月 - マッキンリー山田昇三枝照雄小松幸三捜索隊参加。(山田隊捜索隊:宮崎勉,名塚秀二,尾形好雄,佐藤光由,小西浩文,新郷信廣,山本篤他)
- 1991年春 - カンチェンジュンガ[東稜](8,478m/インド) 日本ヒマラヤ協会、インドITBP合同隊
- 1991年冬 - サガルマータ（エヴェレスト）[南壁](8,848m/ネパール) 群馬県山岳連盟隊
- 1992年10月 - 第47回国民体育大会[山形国体]監督
- 1993年10月11日 - チョ・オユー(8,501m/チベット)登頂。(群馬県山岳連盟隊:八木原圀明,宮崎勉,名塚秀二,田辺治,江塚進介,佐藤光由,星野龍史,後藤文明,尾形好雄)[1]
- 1993年冬 - サガルマータ（エヴェレスト）[南壁](8,848m/ネパール) 群馬県山岳連盟隊
- 1997年7月20日 - ブロード・ピーク(8,047m/パキスタン)登頂。(群馬県カラコルム登山隊1997:佐藤光由,吉田英樹,吉田文江,福本誠志,梁瀬佐市,岩崎栄,後藤文明)[2]
- 1999年冬 - マナスル[ノーマルルート](8,163m/ネパール) 群馬県山岳連盟隊

## 関連書籍
- 八木原圀明著『氷壁に刻む：山田昇・八木原圀明二人の登攀史』（上毛新聞社,1990年）
- 八木原圀明著『8000メートルの勇者たち：ヒマラヤニスト・山田昇とその仲間の足跡』（山と渓谷社,1990年）ISBN 9784635170437
- マッキンリー遭難対策本部編『極北の烈風に死す:マッキンリー山田隊』（東京新聞出版局,1990年）ISBN 4-8083-0366-3
- 佐瀬稔著『ヒマラヤを駆け抜けた男：山田昇の青春譜』（東京新聞出版局,1990年）ISBN 4-12-202877-9
- 佐瀬稔著『残された山靴』（山と渓谷社,1999年）ISBN 978-4635171380（ヤマケイ文庫,2010年）ISBN 978-4635047234